# Windows 2.0
Windows 2.0 е 16-битова, Microsoft Windows базирана операционна система с графичен потребителски интерфейс, която дебютира на 9 декември 1987 г. и заменя Windows 1.0 и на свой ред бива заменена от Windows 2.1x (допълнен от Windows/286 и Windows/386) през 1988 г.
Windows 2.0 и Windows 2.1x (Windows/286 и Windows/386) са заменени от Windows 3.0 през май 1990 г.

## История
Windows 2.0 се оказал малко по-популярен от предшественика си Windows 1.0. По-голямата част от популярността му се дължи на това, че е „run-time версия“ и на него работят новите графични Microsoft приложения Excel и Word. Те можели да бъдат пуснати и от MS-DOS. За да работят, при тяхното стартиране се стартирал и Windows, а след затварянето им, Windows се изключвал.
Microsoft Windows получил голяма подкрепа, когато програмата Aldus PageMaker се появила и за Windows, докато преди била само за Macintosh. Някои компютърни историци отбелязват тази първа поява на значима програма, създадена не от Microsoft, за операционната система Windows, като началото на успеха на Windows.
Версия 2.0x използвала модела на паметта Real mode, който я ограничавал до максимум един мегабайт памет. В тази конфигурация, тя може да бъде пусната и на друг мултитаскър като DESQview, който използва 286 Protected mode (защитен режим).
Броят на приложенията, разработени от други компании, се увеличава значително с тази версия (някои разработени за клиенти, които не са си закупили пълната версия на Windows). Въпреки това, повечето фирми все още поддържали ДОС версии на своите приложения, защото Windows потребителите все още са малцинство на обособен пазар.
Версия 2.03, и по-късно 3.0, били атакувани от Apple заради застъпващите се прозорци и други свойства. Apple обвинява в копиране на привидно защитения с авторско право „изглед и усещане“ на тяхната операционна система и произвеждане на копия на Macintosh. Съдия Уилям Шварцер отхвърлил всички 189 твърдения на Apple за нарушение на авторското право, освен 10, и постановил, че повечето от тези 10 идеи не могат да се защитят с авторско право.

## Включени приложения
Приложения, доставяни в пакета на Windows 2.0:
- CALC.EX
- CALENDAR.EX
- CARDFILE.EX
- CLIPBRD.EX
- CLOCK.EX
- Control.EX
- MSDOS.EX
- MSDOSD.EX
- Notepad.ex
- PAINT.EX
- REVERSI.EX
- TERMINAL.EX
- WRITE.EX
- CVTPAINT.EX

## Характеристики
При Windows 2.0 е възможно отворените прозорци да се припокриват помежду си, за разлика от предшественика му Windows 1.0, където прозорците се подреждат само един до друг. Windows 2.0 въвежда също и по-сложни клавишни комбинации за бърз достъп и терминологията на „намали“ на английски: Minimize и „увеличи“ на английски: Maximize, за разлика от „Iconize“ и „Zoom“ в Windows 1.0.